# Bosanska Krajina

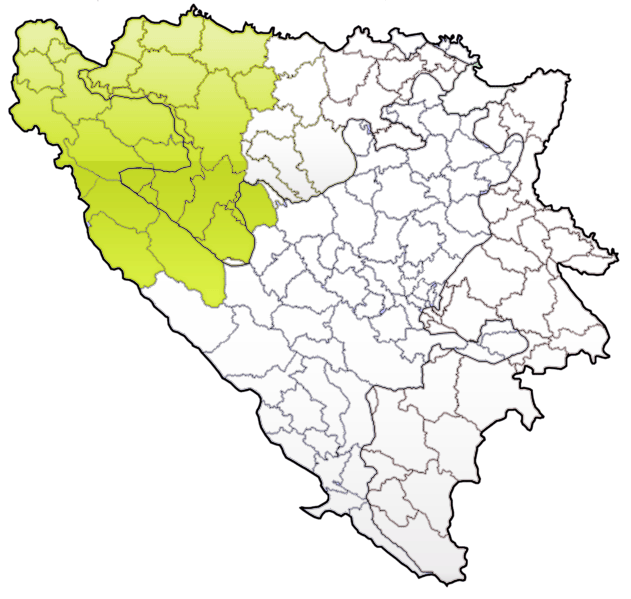
Bosanska Krajina.

Bosanska Krajina o Frontera Bosnia (serbio, bosnio y croata: Bosanska Krajina o Босанска Крајина, turco: Bosna sınır boyu) es una región geográfica situada en la parte occidental de Bosnia-Herzegovina enclavada entre cuatro ríos: Sava, Glina, Vrbas y Vrbanja. Además, es una entidad histórica desde el punto de vista económico y cultural de ￼￼Bosnia-Herzegovina￼￼.Tiene una superficie de 13.454,59 km² (La suma de la superficie de sus municipios)
Su principal ciudad y centro histórico es Bania Luka. Otras ciudades de la región son Laktaši, Čelinac, Skender Vakuf, Kotor Varoš, Bosanska Gradiška, Bosanska Dubica, Bosanski Novi, Prijedor, Sanski Most, Bosanski Petrovac, Ključ, Šipovo, Mrkonjić Grad, Drvar, Glamoč, Bosansko Grahovo, Jajce, Bihać, Bosanska Krupa, Cazin, Bužim y Velika Kladuša.
Bosanska Krajina, como tal, no posee fronteras propias ni representación política en la estructura actual de Bosnia-Herzegovina, si bien cuenta con una fuerte identidad cultural e histórica formada a lo largo del tiempo. El territorio de Bosanska Krajina se encuentra dividido entre las dos entidades constituyentes del país: la República Srpska y la Federación de Bosnia-Herzegovina; en la primera se encuentra la región serbobosnia de Bania Luka y, en la segunda, el cantón bosníaco de Una-Sana.
El extremo noroccidental de Bosanska Krajina se conoce también como Cazinska Krajina, nombre derivado del pueblo de Cazin.

## Demografía
La población de la región rondaba el millón de habitantes en el período previo al estallido de la Guerra de Bosnia.
La composición étnica de Bosanska Krajina, según datos del censo de 1991, era aproximadamente:
- Serbios 43%
- Bosníacos 40%
- Croatas 10%
- Yugoslavos 5%
- Otros (Romaníes, Ucranianos, Húngaros...) 2%

La composición de la población actual de Bosanska Krajina, especialmente en la ciudad de Banja Luka, se vio drásticamente modificada a causa de la limpieza étnica y otros crímenes de guerra llevados a cabo contra los no serbios durante la Guerra de Bosnia, entre 1992 y 1995+.

## Historia
Como consecuencia de la derrota sufrida en la guerra de la Liga Santa contra las tropas de la Casa de Habsburgo y sus aliados y la firma en 1699 del Tratado de Karlowitz, el Imperio otomano tuvo que ceder Eslavonia y Hungría al austríaco, de modo que el límite noroccidental de Bosnia se convirtió en frontera entre los dos imperios y pasó a conocerse con el nombre de Bosanska Krajina. Los otomanos buscaban inclinar la balanza militar a su favor, por lo que, en oposición a la Frontera Militar de los Habsburgo, decidieron formar una «frontera bosnia» (Serhat en turco) dividida en capitanías, cada una de ellas con sus fortificaciones y regimientos de guarnición. Asimismo, grupos de serbios se asentaron en la región y colaboraron en el mantenimiento del orden, en labores defensivas ante incursiones hostiles, incluso como médicos y en otros oficios. A los serbios que colaboraron en las incursiones realizadas en la Frontera Militar se les conoce como Uskoks. Desde entonces, los serbios fueron mayoría en la Frontera Bosnia, a la que se conoce en la literatura europea de los siglos XVIII y XIX como «Croacia turca». Por su parte, los otomanos dieron a la zona el nombre de Kraina, que aceptaron y utilizaron los cartógrafos austríacos, italianos, alemanes y neerlandeses. En 1860 la insistencia de la población de confesión ortodoxa hizo que se cambiase la denominación de Croacia turca por la de Bosanska Krajina (Frontera Bosnia). Este nombre aparece por primera vez en los mapas en 1869. Con el paso de los años, los capitanes bosnios devinieron en verdaderos nobles, con títulos y grandes legados en tierras, y tuvieron notable influencia en el mundo político y religioso otomano.
Entre 1875 y 1878, la zona de la Frontera Bosnia fue centro de alzamientos serbios, severamente reprimidos por los turcos. En estas revueltas perecieron unos ciento cincuenta mil bosnios y una importante cantidad de serbios.
Durante la Segunda Guerra Mundial esta región destacó por su férrea resistencia al régimen fascista del Estado Independiente de Croacia. El movimiento partisano de Bosanska Krajina fue uno de los de mayor diversidad étnica de toda Yugoslavia durante la Segunda Guerra Mundial. Además Bosanska Krajina acogió los acontecimientos históricos de Jajce y Mrkonjić Grad en 1943, por los cuales se establecieron las fronteras actuales de Bosnia-Herzegovina, así como las de la República Federal Socialista de Yugoslavia. 
También durante este conflicto la Ustachá construyó a orillas del río Sava el campo de concentración de Jasenovac, lugar donde gran parte de los habitantes de la región (principalmente serbios, gitanos y judíos; aunque también algunos bosnios y croatas de filiación comunista) fueron asesinados. En la región hubo también campos de concentración durante la guerra de Bosnia, cuatro décadas después.

## Economía
Inmediatamente después de la Segunda Guerra Mundial, Bosanska Krajina se convirtió en una de las regiones más pobres de Bosnia-Herzegovina. La difícil situación económica fue un factor determinante del alzamiento de 1950 contra el gobierno comunista, único acaecido no solo en Bosnia sino en toda la Yugoslavia comunista de posguerra.
El posterior desarrollo económico y prosperidad de Bosanska Krajina se debió principalmente a los programas de desarrollo urbano específicamente diseñados para la región a principios y mediados de la década de 1970 por el Instituto Urbano de Banja Luka. Este crecimiento económico fue estimulado gracias a la simplificación del sistema bancario, lo que atrajo inversiones industriales. Como resultado de todas estas políticas la región experimentó una explosión industrial y agrícola.
Agrokomerc, industria agroalimentaria asentada en la región noroccidental del país, creció hasta convertirse en la mayor empresa del sector tanto de Bosnia-Herzegovina como de toda la desaparecida Yugoslavia. También desempeñaron un papel importante las industrias químicas (Saniteks, en Velika Kladuša), electrónicas (Rudi Cajevec, en Banja Luka), textiles (Sana, en Novi Grad) y madereras. Asimismo, también alcanzó un importante desarrollo la minería en el monte Kozara.

## Cultura
La cruenta historia de Bosanska Krajina quizá sea una de las razones que hace a sus habitantes sentirse orgullosos de su resistencia y rebeldía contra otras partes del país, especialmente Sarajevo. Sin embargo, su actitud hacia la capital se acerca más a una rivalidad pacífica que a un verdadero sentimiento revolucionario o separatista. El caso más evidente es el rechazo que las población de Bosanska Krajina mantiene hacia los bosníacos orientales a causa de las diferencias culturales y luchas clasistas surgidas durante el dominio otomano del país. 
El centro cultural de Bosanska Krajina se sitúa en la ciudad de Bania Luka. Instituciones como el Museo o el Teatro Nacional de Bosanska Krajina, ambos en dicha ciudad, son muestra del legado cultural e histórico de esta región.

## Galería

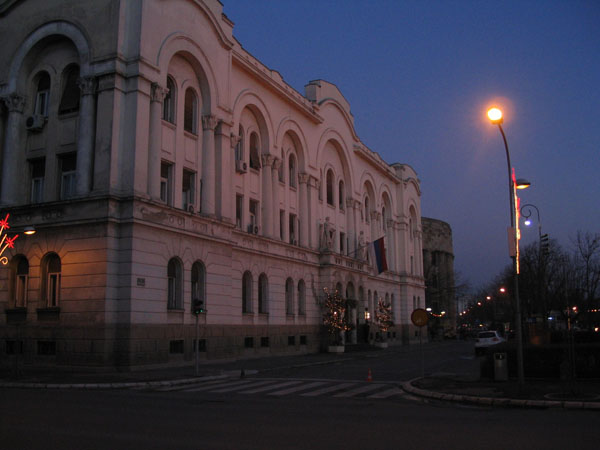
Banski dvor, Banja Luka
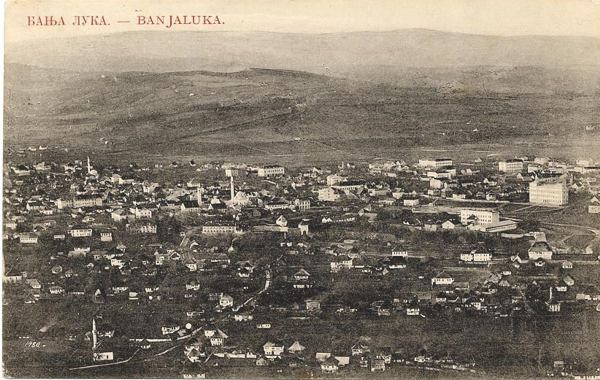
Bania Luka a principios del siglo XX
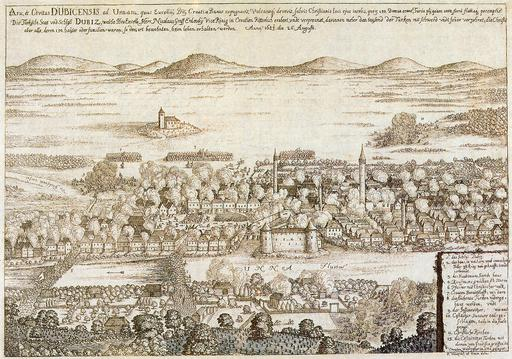
Dibujo antiguo de Kozarska Dubica
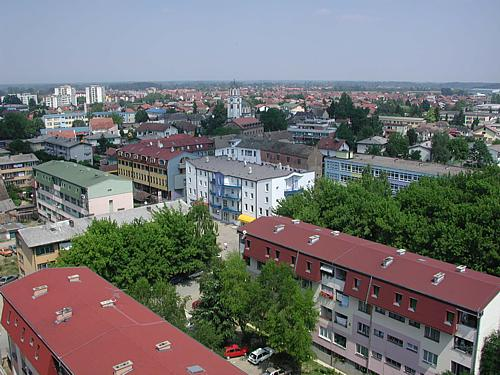
Bosanska Gradiška